# ベンテ・スカリ
ベンテ・スカリ（Bente Skari、旧姓マルティンセンMartinsen、1972年9月10日 - ）は、ノルウェー、オスロ郊外のNittedal出身の元クロスカントリースキー選手。1990年代から2000年代前半にかけて活躍、オリンピックと世界選手権で計6個の金メダルを獲得した。父は1968年グルノーブルオリンピックのリレーで金メダルを獲得するなどしたオッド・マルティンセン。1999年に結婚してスカリに改姓、2児の母親である。

## プロフィール
1992年3月7日にスウェーデンのファネスダーレンで開催された5kmのレースでクロスカントリースキー・ワールドカップにデビュー、22位となった。
1994年、地元開催のリレハンメルオリンピック代表に選ばれ、15kmで20位となった。
1997年ノルディックスキー世界選手権ではリレーで銀メダル、翌1998年長野オリンピックではリレーで銀メダル、5kmで銅メダルを獲得、15km6位、パシュート9位の成績をあげた。このシーズンのワールドカップでは3勝をあげて総合2位となった。
1999年ノルディックスキー世界選手権では5kmで金メダルを獲得、このシーズンのワールドカップでは7勝をあげて総合優勝を果たした。また、この年、元クロスカントリースキー選手であるガイル・スカリ(Geir Skari)と結婚してスカリに改姓した。
翌1999-2000シーズンはワールドカップで5勝をあげて2シーズン連続の総合優勝を飾った。
2001年ノルディックスキー世界選手権では10kmと15kmで金メダル、リレーで銀と3個のメダルを獲得、パシュート5位、スプリント15位となった。ワールドカップ総合ではロシアのユリヤ・チェパロワに及ばず2位となり、3連覇を逃した。それまでの活躍によりホルメンコーレン・メダルを父に続いて受章した。
2002年ソルトレイクシティオリンピックでは30km銅、リレー銀、10km金と三種類のメダルを獲得、ワールドカップでも2シーズンぶり3度目の総合優勝を飾った。
翌2002-2003シーズンも絶好調で世界選手権では10kmと15kmで金メダルを獲得、ワールドカップでは歴代最多のシーズン14勝もあげて2年連続4度目の総合優勝を達成。しかしこのシーズン限りで現役を引退した。
2007年、スカリは女性として初めてクロスカントリースキーの競技管理者となった。チェコ共和国で開催された2007-2008ツール・ド・スキーで技術代表補佐を務め、このことはノルウェースキー連盟に女性の競技管理者を増やす試みの一端である。